# Folketingsmedlemmer valgt 27. maj 1853
Dette er en liste over folketingsmedlemmer valgt 27. maj 1853 ved det fjerde folketingsvalg i Danmark. Der blev valgt eller kåret 101 medlemmer til Folketinget med en valgperiode på højst 3 år. I Danmark valgtes 100 medlemmer i 100 enkeltmandsvalgkredse 27. maj 1853. På Færøerne valgtes 1 medlem 17. juni 1853. Der blev afholdt adskillige suppleringsvalg, hvis resultater også er medtaget her, i valgperioden frem til næste folketingsvalg 1. december 1854.
I tabellerne nedenfor angiver Folketal befolkningstallet ved folketællingen 1. februar 1850. Vælgere angiver hvor mange som var berettigede til at stemme. Deltagelse angiver det afgivne antal stemmer, og Stemmer hvor mange stemmer som den valgte kandidat fik.

## Staden København
| Kreds | Vælgere | Deltagelse | Valgt                                                                 | Stemmer          |
| ----- | ------- | ---------- | --------------------------------------------------------------------- | ---------------- |
| 1.    | 1896    | 509        | Professor J.F.C.E. Wilkens                                            | 281              |
| 2.    | 1778    |            | Konsul, grosserer Alfred Hage                                         | Valgt ved kåring |
| 3.    | 1678    |            | Kammerherre Mathias Hans Rosenørn                                     | Valgt ved kåring |
| 4.    | 1657    |            | Jernbanedirektør, statsrevisor Viggo Rothe                            | Valgt ved kåring |
| 5.    | 1781    |            | Sadelmagermester, borgerrepræsentant Carl Adolf Ferdinand Christensen | Valgt ved kåring |
| 6.    | 1238    | 405        | Grev J. Raben                                                         | 204              |
| 7.    | 1501    |            | Justitsråd, overretsassessor, dr.jur. Andreas Lorents Casse           | Valgt ved kåring |
| 8.    | 1860    |            | Pastor Casper Frederik Gram                                           | Valgt ved kåring |
| 9.    | 1204    |            | Kaptajnløjtnant Nikolai Elias Tuxen                                   | Valgt ved kåring |

## Københavns Amt
| Kreds | Valgsted      | Folketal | Vælgere | Deltagelse | Valgt                                            | Stemmer          |
| ----- | ------------- | -------- | ------- | ---------- | ------------------------------------------------ | ---------------- |
| 1.    | Frederiksberg | 15899    | 2400    |            | Professor, lic.jur. Carl Christian Hall          | Valgt ved kåring |
| 2.    | Lyngby        | 14842    | 2648    |            | Professor, dr.med. Carl Johan Kayser             | Valgt ved kåring |
| 3.    | Roskilde      | 15726    | 2441    | 713        | Gårdmand Morten Hansen                           | 460              |
| 4.    | Køge          | 14591    | 2390    | 641        | Gårdmand Peter Hansen af Snoldelev               | 546              |
| 5.    | Blæsenborg    | 11895    | 1829    |            | Overretsprokurator Balthazar Mathias Christensen | Valgt ved kåring |

## Frederiksborg Amt
| Kreds | Valgsted      | Folketal | Vælgere | Deltagelse | Valgt                                  | Stemmer          |
| ----- | ------------- | -------- | ------- | ---------- | -------------------------------------- | ---------------- |
| 1.    | Helsingør     | 14420    | 1764    |            | Regeringsråd Christian Tiemroth        | Valgt ved kåring |
| 2.    | Fredensborg   | 15035    | 2191    | 148        | Proprietær L.A.Th. Jung                | 94               |
| 3.    | Hillerød      | 15478    | 2097    | 122        | Kammerråd, vejinspektør H.C. Ørsleff   | 103              |
| 4.    | Frederiksværk | 14751    | 2305    | 487        | Gårdejer J. Nielsen                    | 278              |
| 5.    | Frederikssund | 15945    | 2528    |            | Højesteretsadvokat Carl Edvard Rotwitt | Valgt ved kåring |

## Holbæk Amt
| Kreds | Valgsted   | Folketal | Vælgere | Deltagelse | Valgt                                | Stemmer          |
| ----- | ---------- | -------- | ------- | ---------- | ------------------------------------ | ---------------- |
| 1.    | Holbæk     | 15788    | 2374    |            | Cand.theol. Peter Christian Zahle    | Valgt ved kåring |
| 2.    | Svinninge  | 16527    | 2492    |            | Oberst Anton Frederik Tscherning     | Valgt ved kåring |
| 3.    | Vedby      | 15810    | 2562    | 468        | Sognefoged Mikkel Rasmussen          | 365              |
| 4.    | Kalundborg | 15625    | 2636    | 482        | Forhenværende møller J.J. Nielsen    | 284              |
| 5.    | Nykøbing   | 13425    | 2208    |            | Skolelærer Frederik Nikolai Andresen | Valgt ved kåring |

## Sorø Amt
| Kreds | Valgsted   | Folketal | Vælgere | Deltagelse | Valgt                                         | Stemmer          |
| ----- | ---------- | -------- | ------- | ---------- | --------------------------------------------- | ---------------- |
| 1.    | Ringsted   | 14583    | 2359    |            | Major Laurits Michael Müllen                  | Valgt ved kåring |
| 2.    | Sorø       | 15655    | 2062    |            | Overretsprokurator Carl Christian Alberti     | Valgt ved kåring |
| 3.    | Slagelse   | 14952    | 2163    |            | Adjunkt Hans Christian Henrik Fischer         | Valgt ved kåring |
| 4.    | Skælskør   | 14317    | 2252    | 994        | Smed Søren Jensen af Rude                     | 582              |
| 5.    | Fuglebjerg | 13460    | 2140    |            | Skoleinspektør Caspar Frederik Sophus Frølund | Valgt ved kåring |

## Præstø Amt
| Kreds | Valgsted       | Folketal | Vælgere | Deltagelse | Valgt                             | Stemmer          |
| ----- | -------------- | -------- | ------- | ---------- | --------------------------------- | ---------------- |
| 1.    | Store Heddinge | 14029    | 2325    |            | Gårdmand Lars Hansen af Bjælkerup | Valgt ved kåring |
| 2.    | Faxe           | 14000    | 2254    |            | Skolelærer Ove Peter Olsen        | Valgt ved kåring |
| 3.    | Næstved        | 14305    | 2297    |            | Gårdmand Jens Jochumsen           | Valgt ved kåring |
| 4.    | Præstø         | 13415    | 2243    |            | Gårdmand Jens Petersen af Kjøng   | Valgt ved kåring |
| 5.    | Vordingborg    | 12709    | 2032    |            | Arvefæster Christian Schroll      | Valgt ved kåring |
| 6.    | Stege          | 13607    | 2291    |            | Gårdmand Anders Christophersen    | Valgt ved kåring |

## Bornholms Amt
| Kreds | Valgsted  | Folketal | Vælgere | Deltagelse | Valgt                   | Stemmer           |
| ----- | --------- | -------- | ------- | ---------- | ----------------------- | ----------------- |
| 1.    | Rønne     | 14117    | 2134    | 425        | Urmager F.J. Petersen   | 235 for, 190 imod |
| 2.    | Aakirkeby | 13810    | 2174    |            | Farver Ole Edvard Sonne | Valgt ved kåring  |

## Maribo Amt
| Kreds | Valgsted     | Folketal | Vælgere | Deltagelse | Valgt                                     | Stemmer          |
| ----- | ------------ | -------- | ------- | ---------- | ----------------------------------------- | ---------------- |
| 1.    | Nakskov      | 17647    | 3004    |            | Pastor, magister Jacob Christian Lindberg | Valgt ved kåring |
| 2.    | Maribo       | 17628    | 2842    |            | Prokurator Just Georg Valdemar Aagaard    | Valgt ved kåring |
| 3.    | Sakskøbing   | 15429    | 2354    | 489        | Gårdejer H. Olesen                        | 480              |
| 4.    | Nykøbing     | 14050    | 2212    | 508        | Redaktør Chr. Jørgensen                   | 349              |
| 5.    | Stubbekøbing | 14265    | 2479    | 970        | Gårdfæster Rasmus Olsen                   | 503              |

## Odense Amt
| Kreds | Valgsted   | Folketal | Vælgere | Deltagelse | Valgt                              | Stemmer          |
| ----- | ---------- | -------- | ------- | ---------- | ---------------------------------- | ---------------- |
| 1.    | Odense     | 15154    | 2166    | 603        | Kaptajn J.T. Schovelin             | 419              |
| 2.    | Kerteminde | 15000    | 2429    | 832        | Gårdfæster Chr. Larsen             | 481              |
| 3.    | Assens     | 14710    | 2158    | 526        | Prokurator H.V. Ettrup             | 369              |
| 4.    | Middelfart | 14671    | 2294    | 575        | Gårdfæster Anders Larsen           | 334              |
| 5.    | Bogense    | 14954    | 2399    | 534        | Boelsmand H.M. Petersen            | 282              |
| 6.    | Søndersø   | 13834    | 2104    |            | Gårdfæster Hans Christian Johansen | Valgt ved kåring |
| 7.    | Verninge   | 13282    | 2210    | 920        | Postmester Ove Th. Thomsen         | 475              |

## Svendborg Amt
| Kreds | Valgsted     | Folketal | Vælgere | Deltagelse | Valgt                              | Stemmer          |
| ----- | ------------ | -------- | ------- | ---------- | ---------------------------------- | ---------------- |
| 1.    | Nyborg       | 14146    | 2240    | 944        | Bogbinder J.N. Gomard              | 510              |
| 2.    | Kværndrup    | 12393    | 2050    | 452        | Fuldmægtig V.C. Theill             | 339              |
| 3.    | Svendborg    | 15695    | 2513    |            | Gårdfæster Jens Rasmussen Jacobsen | Valgt ved kåring |
| 4.    | Fåborg       | 13422    | 2201    |            | Seminarielærer Iver Nielsen Meier  | Valgt ved kåring |
| 5.    | Sønder Broby | 13189    | 2031    |            | Gårdfæster Knud Christian Høier    | Valgt ved kåring |
| 6.    | Rudkøbing    | 17368    | 2598    | 879        | Redaktør J.A. Hansen               | 766              |

## Hjørring Amt
| Kreds | Valgsted      | Folketal | Vælgere | Deltagelse | Valgt                                | Stemmer          |
| ----- | ------------- | -------- | ------- | ---------- | ------------------------------------ | ---------------- |
| 1.    | Frederikshavn | 13521    | 1978    |            | Gårdmand Lars Christian Petersen     | Valgt ved kåring |
| 2.    | Sæby          | 15095    | 2099    |            | Skolelærer Hartvig Jacobi Schou      | Valgt ved kåring |
| 3.    | Hjørring      | 14958    | 2377    | 690        | Konsul C.H. Nielsen                  | 408              |
| 4.    | Vrejlev       | 15954    | 2495    |            | Gårdejer Knud Peter Christian Larsen | Valgt ved kåring |
| 5.    | Halvrimmen    | 12044    | 1877    |            | Gårdejer Lars Jensen                 | Valgt ved kåring |

## Thisted Amt
| Kreds | Valgsted  | Folketal | Vælgere | Deltagelse | Valgt                                 | Stemmer                          |
| ----- | --------- | -------- | ------- | ---------- | ------------------------------------- | -------------------------------- |
| 1.    | Bjerget   | 12072    | 1935    |            | Skolelærer Peter Christensen Myrup    | Valgt ved kåring                 |
| 2.    | Thisted   | 12509    | 1969    | 300        | Pastor Emil Boesen                    | 282 stemmer for, 18 stemmer imod |
| 3.    | Vestervig | 11985    | 1934    | 226        | Exam. juris And. Lychegaard           | 157                              |
| 4.    | Nykøbing  | 12166    | 1857    | 410        | Gårdejer Peder Christensen Østergaard | 284                              |

## Ålborg Amt
| Kreds | Valgsted    | Folketal | Vælgere | Deltagelse | Valgt                                               | Stemmer          |
| ----- | ----------- | -------- | ------- | ---------- | --------------------------------------------------- | ---------------- |
| 1.    | Nørresundby | 13117    | 1979    |            | Pastor Ludvig Daniel Hass                           | Valgt ved kåring |
| 2.    | Ålborg      | 12888    | 2195    |            | Justitsråd, toldkasserer Schule Theodor Thorbrøgger | Valgt ved kåring |
| 3.    | Bælum       | 13441    | 2200    |            | Skolelærer Anders Jungersen                         | Valgt ved kåring |
| 4.    | Brorstrup   | 13412    | 2229    |            | Skolelærer Morten Andersen                          | Valgt ved kåring |
| 5.    | Nibe        | 12906    | 2114    |            | Redaktør Bernhard Philip Rée                        | Valgt ved kåring |

## Viborg Amt
| Kreds | Valgsted     | Folketal | Vælgere | Deltagelse | Valgt                                        | Stemmer          |
| ----- | ------------ | -------- | ------- | ---------- | -------------------------------------------- | ---------------- |
| 1.    | Skive        | 5072     | 2373    |            | Sognefoged Søren Pedersen Lyby               | Valgt ved kåring |
| 2.    | Viborg       | 9805     | 1564    |            | Overretsassessor Laurits Nørgaard Bregendahl | Valgt ved kåring |
| 3.    | Levring      | 12918    | 2214    | 490        | Sognefoged Christen Jensen                   | 341              |
| 4.    | Sønder Vinge | 12359    | 2047    | 471        | Skolelærer P. Hansen                         | 277              |
| 5.    | Løvel        | 12095    | 2020    | 559        | Gårdmand Lars Christensen Dalsgaard          | 330              |

## Randers Amt
| Kreds | Valgsted | Folketal | Vælgere | Deltagelse | Valgt                                     | Stemmer          |
| ----- | -------- | -------- | ------- | ---------- | ----------------------------------------- | ---------------- |
| 1.    | Mariager | 14152    | 2385    |            | Skolelærer, redaktør Daniel Eiler Rugaard | Valgt ved kåring |
| 2.    | Randers  | 15119    | 2497    | 597        | Provst J. Vallentin                       | 422              |
| 3.    | Hørning  | 16242    | 2532    |            | Gårdfæster Niels Christensen Condrup      | Valgt ved kåring |
| 4.    | Grenå    | 13110    | 2152    | 417        | Justitsråd, toldinspektør J.M.A. Müller   | 346              |
| 5.    | Ebeltoft | 13737    | 2243    |            | Gårdmand Jens Degn Andersen               | Valgt ved kåring |

## Århus Amt
| Kreds | Valgsted   | Folketal | Vælgere | Deltagelse | Valgt                         | Stemmer                           |
| ----- | ---------- | -------- | ------- | ---------- | ----------------------------- | --------------------------------- |
| 1.    | Odder      | 13935    | 2275    |            | Magister Geert Henrik Winther | Valgt ved kåring                  |
| 2.    | Århus      | 13585    | 2360    | 674        | Kancelliråd C.P.R. Ingerslev  | 460 stemmer for, 214 stemmer imod |
| 3.    | Skjoldelev | 15622    | 2173    |            | Gårdejer Jens Pedersen        | Valgt ved kåring                  |

## Skanderborg Amt
| Kreds | Valgsted    | Folketal | Vælgere | Deltagelse | Valgt                             | Stemmer          |
| ----- | ----------- | -------- | ------- | ---------- | --------------------------------- | ---------------- |
| 1.    | Horsens     | 16530    | 2931    |            | Adjunkt Johan Laurits Sandal Bohr | Valgt ved kåring |
| 2.    | Skanderborg | 15871    | 2674    |            | Gårdejer Laurits Schøler          | Valgt ved kåring |
| 3.    | Brædstrup   | 16634    | 2609    |            | Gårdejer Rasmus Matthiassen       | Valgt ved kåring |

## Vejle Amt
| Kreds | Valgsted   | Folketal | Vælgere | Deltagelse | Valgt                                         | Stemmer          |
| ----- | ---------- | -------- | ------- | ---------- | --------------------------------------------- | ---------------- |
| 1.    | Fredericia | 13603    | 2172    |            | Avlsbruger, borgerrepræsentant Rasmus Ottesen | Valgt ved kåring |
| 2.    | Kolding    | 13603    | 2119    | 355        | Gårdejer J. Jørgensen                         | 147              |
| 3.    | Vejle      | 15309    | 2486    | 1069       | Justitsråd, postinspektør V.B. Hjort          | 671              |
| 4.    | Give       | 12858    | 1927    | 401        | Sognefoged J. Christensen                     | 244              |
| 5.    | Bjerre     | 14871    | 2324    |            | Gårdejer Therkel Therkelsen                   | Valgt ved kåring |

## Ringkøbing Amt
| Kreds | Valgsted   | Folketal | Vælgere | Deltagelse | Valgt                          | Stemmer                          |
| ----- | ---------- | -------- | ------- | ---------- | ------------------------------ | -------------------------------- |
| 1.    | Ringkøbing | 12569    | 1919    | 384        | Pastor H.V.R. Schøler          | 288                              |
| 2.    | Lemvig     | 12165    | 1789    | 211        | Møller C.N.M. Brockdorff       | 118 stemmer for, 93 stemmer imod |
| 3.    | Holstebro  | 14632    | 2329    | 859        | Gårdejer And. Vestergaard      | 559                              |
| 4.    | Herning    | 10514    | 1652    | 428        | Gårdmand P. Knudsen            | 362                              |
| 5.    | Skjern     | 10758    | 1876    | 967        | Gårdmand J. Andersen Clausager | 584                              |

## Ribe Amt
| Kreds | Valgsted      | Folketal | Vælgere | Deltagelse | Valgt                                     | Stemmer          |
| ----- | ------------- | -------- | ------- | ---------- | ----------------------------------------- | ---------------- |
| 1.    | Varde         | 12586    | 2175    |            | Sognefoged Jens Mathias Bollerup Andersen | Valgt ved kåring |
| 2.    | Hjerting      | 12134    | 2010    | 294        | Pastor J.S. Schade                        | 159              |
| 3.    | Ribe          | 12800    | 1956    |            | Pastor Bent Lindhardt                     | Valgt ved kåring |
| 4.    | Stensvanggård | 12744    | 1964    |            | Gårdmand Daniel Eiler                     | Valgt ved kåring |
| 5.    | Bredebro      | 12069    | 1797    | 220        | Møller N. Andersen Hansen                 | 135              |

## Færøerne
Valget blev afholdt 17 juni 1853 på Færøerne. Der var 1469 valgberettigede vælgere, og kun en kandidat, exam.juris N. Winther. Han blev valgt med 280 stemmer for og 14 stemmer imod.

## Suppleringsvalg i valgperioden
| Årsag                                                    | Dato       | Kreds                     | Valgsted     | Vælgere | Deltagelse | Valgt                                                    | Stemmer                                              |
| -------------------------------------------------------- | ---------- | ------------------------- | ------------ | ------- | ---------- | -------------------------------------------------------- | ---------------------------------------------------- |
| Balthazar Christensen valgt til Landstinget 5. juli 1853 | 1853-08-03 | Københavns Amts 5. kreds  | Blæsenborg   | 1829    |            | Forhenværende depotforvalter C.C Tronier                 | Valgt ved kåring                                     |
| Hans Olesens udtræden 8. september 1883                  | 1853-10-04 | Maribo Amts 3. kreds      | Sakskøbing   | 2354    |            | Bibliotekar Poul Frederik Barfod                         | Valgt ved kåring                                     |
| Christian Jørgensens udtræden 14. september 1853         | 1853-10-10 | Maribo Amts 4. kreds      | Nykøbing     | 2212    |            | Biskop, magister Ditlev Gothard Monrad                   | Valgt ved kåring                                     |
| S.Th. Thorbrøggers udtræden 20. august 1853              | 1853-09-27 | Ålborg Amts 2. kreds      | Ålborg       | 2195    |            | Ingen valgt                                              | Ingen kandidater til valget                          |
| Ingen valgt 27. september 1853                           | 1853-11-15 | Ålborg Amts 2. kreds      | Ålborg       | 2195    |            | Generalkrigskommissær, departementsdirektør Niels Wiborg | Valgt ved kåring                                     |
| Lars Dalsgaards udtræden 15. november 1853               | 1853-12-15 | Viborg Amts 5. kreds      | Løvel        | 2020    | 295        | Gårdmand Graves Pedersen                                 | 200                                                  |
| Johan Schades udtræden 6. september 1853                 | 1853-11-02 | Ribe Amts 2. kreds        | Hjerting     | 2010    |            | Ingen valgt                                              | Ingen kandidater til valget                          |
| Ingen valgt 2. november 1853                             | 1853-11-17 | Ribe Amts 2. kreds        | Hjerting     | 2010    |            | Cand. juris. Edvard Philip Hother Hage                   | Valgt ved kåring                                     |
| C.P.R. Ingerslevs fratræden 22. april 1854               | 1854-05-30 | Århus Amts 2. kreds       | Århus        |         |            | Overretsprokurator J.E. Damkier                          | Valgt ved kåring                                     |
| Jens Pedersens fratræden 24. marts 1854                  | 1854-06-02 | Præsstø Amts 4. kreds     | Præstø       |         |            | Pastor N.F.S. Grundtvig                                  | Valgt ved kåring                                     |
| Hans Ettrups død 10. maj 1854                            | 1854-07-12 | Odense Amts 3. kreds      | Assens       |         |            | Pastor C.E. Møller                                       | Valgt ved kåring                                     |
| Vilhelm Hjorts fratræden 10. maj 1854                    | 1854-07-10 | Vejle Amts 3. kreds       | Vejle        |         |            | Ingen valgt                                              | Den eneste kandidat, Lucianus Kofod, kom i mindretal |
| Ingen valgt 10. juli 1854                                | 1854-07-17 | Vejle Amts 3. kreds       | Vejle        |         |            | Pastor F. Hammerich                                      | Valgt ved kåring                                     |
| Mathias Hans Rosenørns fratræden 23. maj 1854            | 1854-07-18 | Københavns 3. kreds       |              |         |            | Grosserer C.A. Broberg                                   | Valgt ved kåring                                     |
| Andreas Lorentz Casses fratræden 10. juni 1854           | 1854-08-02 | Københavns 7. kreds       |              |         |            | Kaptajn, brygger J.C. Jacobsen                           | Valgt ved kåring                                     |
| Emil Boesens fratræden 28. juni 1854                     | 1854-08-10 | Thisted Amts 2. kreds     | Thisted      |         |            | Kammerråd C.A. Hansen                                    | Valgt ved kåring                                     |
| P.C. Østergaards fratræden 22. juni 1854                 | 1854-08-10 | Thisted Amts 4. kreds     | Nykøbing M.  |         |            | Prokurator J.M.B. Calundan                               | Valgt ved kåring                                     |
| Jens Rasmussen Jacobsens fratræden 4. august 1854        | 1854-09-08 | Svendborg Amts 4. kreds   | Svendborg    |         |            | Redaktør C. Ploug                                        | Valgt ved kåring                                     |
| Christian H. Nielsens fratræden 7. april 1854            | 1854-07-07 | Hjørring Amts 3. kreds    | Hjørring     |         | 355        | Proprietær Hans Simonsen af Aagaard                      | 225 stemmer for, 130 stemmer imod                    |
| J.L.S. Bohrs fratræden 3. august 1854                    | 1854-09-25 | Skanderborg Amts 1. kreds | Horsens      |         |            | Hofjægermester P.A. Tutein                               | Valgt ved kåring                                     |
| Ove Thomsens fratræden 6. august 1854                    | 1854-09-14 | Odense Amts 7. kreds      | Verninge     |         |            | Gårdmand, amtsrådsmedlem Cornelius Petersen              | Valgt ved kåring                                     |
| K.C. Høiers fratræden 8. august 1854                     | 1854-09-20 | Svendborg Amts 5. kreds   | Sønder Broby |         |            | Lektor L. Oppermann                                      | Valgt ved kåring                                     |
| Johan Müllers fratræden 8. august 1854                   | 1854-09-20 | Randers Amts 4. kreds     | Grenå        |         |            | Fabriksejer M. Drewsen                                   | Valgt ved kåring                                     |
| Nicolai Elias Tuxens fratræden 24. august 1854           | 1854-09-28 | Københavns 9. kreds       |              |         |            | Tømrermester H.H. Kayser                                 | Valgt ved kåring                                     |
| Julius Wilkens' fratræden 31. august 1854                | 1854-09-30 | Københavns 1. kreds       |              |         |            | Overretsprokurator L.C. Larsen                           | Valgt ved kåring                                     |